# Warren (krater)
För andra betydelser, se Warren.
Warren är en nedslagskrater på planeten Venus. Warren har fått sitt namn efter författaren Mercy Otis Warren.
Kratern har en diameter på ungefär 50 km.